# Ode to the Flame
Ode to the Flame — второй студийный альбом немецкой сладж-метал-группы Mantar, выпущенный 15 апреля 2016 года на лейбле Nuclear Blast.

## Продвижение
В январе 2016 года группа анонсировала выход нового студийного альбома и опубликовала треклист и обложку. Изначально музыканты хотели обойтись без обложки: «На самом деле мы думали о том, чтобы вообще не делать обложку. Нам понравилась идея бойкотировать эту навязчивую концепцию, с помощью которой хотят привлечь внимание мнимым искусством. Тема альбома настолько одномерна и очевидна, что мы решили обойтись без иллюстраций, использовать только название и сделать его похожим на старую книгу». В конце марта на канале Nuclear Blast вышел тизер альбома.
В 2017 году группа отправилась в тур в поддержку альбома.

## Список композиций
| №                   | Название            | Длительность |
| ------------------- | ------------------- | ------------ |
| 1.                  | «Carnal Rising»     | 2:33         |
| 2.                  | «Praise the Plague» | 4:21         |
| 3.                  | «Era Borealis»      | 4:01         |
| 4.                  | «The Hint»          | 5:03         |
| 5.                  | «Born Reversed»     | 3:28         |
| 6.                  | «Oz»                | 3:27         |
| 7.                  | «I, Omen»           | 4:51         |
| 8.                  | «Cross the Cross»   | 4:42         |
| 9.                  | «Schwanenstein»     | 6:24         |
| 10.                 | «Sundowning»        | 5:15         |
| Общая длительность: | Общая длительность: | 44:05        |

## Участники записи
- Эринч Сакаруа — ударные
- Ханно Кленхардт — гитара, вокал

## Чарты
| Чарт (2016)                   | Высшая позиция |
| ----------------------------- | -------------- |
| Германия (Offizielle Top 100) | 7              |